# 臺灣國際熱氣球嘉年華
臺灣國際熱氣球嘉年華是臺東縣政府自2011年起每年夏季在臺東縣鹿野鄉高台舉辦的熱氣球觀光活動。該活動原名臺灣熱氣球嘉年華，2013年改為現名。
該活動的主要內容有熱氣球展示與自由飛翔、光雕音樂會。除了臺灣本地的熱氣球以外，該活動也邀請其他國家的熱氣球在活動中展示。

## 外部連結
- 臺灣國際熱氣球嘉年華官方網站
- 官方Facebook